# Saint-Philbert-sur-Boissey

Saint-Philbert-sur-Boissey este o comună în departamentul Eure, Franța. În 1 ianuarie 2022 avea o populație de 172 de locuitori.